# HMS Implacable (R86)
HMS Implacable (R86) là một tàu sân bay hạm đội được Hải quân Hoàng gia Anh đưa ra hoạt động trong Chiến tranh Thế giới thứ hai. Là chiếc dẫn đầu trong lớp của nó, nó đã cùng chiếc tàu chị em Indefatigable hoạt động một thời gian ngắn tại Châu Âu trước khi được chuyển sang Hạm đội Thái Bình Dương Anh Quốc và hoạt động trong giai đoạn cuối cùng của chiến tranh tại mặt trận Thái Bình Dương. Sau chiến tranh, nó đảm nhận vai trò huấn luyện cho đến khi bị tháo dỡ vào năm 1955.

## Thiết kế và chế tạo
Thiết kế của Implacable được cải tiến dựa trên lớp Illustrious và được xem là tương đương với lớp Essex của Hoa Kỳ, với đặc tính thiết kế gần hơn với chiếc HMS Ark Royal, với những vách sàn chứa máy bay được thu gọn để có được sự phân bố trọng lượng tốt hơn, và một sàn chứa máy bay thứ hai bên dưới. Nó cũng có một bộ động cơ thứ tư cho phép đạt được tốc độ tương đương với lớp Essex. Bằng cách sử dụng các chỗ đậu máy bay cố định ngay trên sàn đáp, chiếc tàu sân bay có thể hoạt động cho đến 81 máy bay khi phục vụ cùng Hạm đội Thái Bình Dương Anh Quốc trong những năm 1944 và 1945. Hệ thống hỏa lực phòng không sử dụng kíp nổ định thời gian và có 4 tháp điều khiển góc cao Mk V. Tám tháp pháo 113 mm (4,5 inch) nòng đôi trên tàu cũng sử dụng hệ thống điều khiển từ xa.
Implacable được đặt lườn tại xưởng tàu của hãng Fairfield tại Clydeside vào ngày 21 tháng 2 năm 1939, ba tháng sau con tàu chị em với nó Indefatigable. Nó được hạ thủy vào ngày 10 tháng 12 năm 1942 và hoàn tất vào ngày 28 tháng 8 năm 1944, được dự tính để gia nhập Hạm đội Thái Bình Dương Anh Quốc khi đưa vào hoạt động. Thời gian chế tạo bị trì hoãn là do thay đổi độ ưu tiên của các xưởng đóng tàu. Vị chỉ huy đầu tiên của con tàu là Thuyền trưởng Đại tá Hải quân Lachlan Mackintosh, nhưng ông được thăng chức và được thay thế bởi đại tá Charles Hughes-Hallett trước khi đi sang Viễn Đông.

## Lịch sử hoạt động
Sau khi được đưa vào hoạt động, chiếc tàu sân bay mới tham gia tấn công chiếc thiết giáp hạm Đức Tirpitz vào cuối năm 1944. Ngày 27 tháng 11 năm 1944, những chiếc máy bay Fairey Barracuda của Implacable đã ném bom vào hai chiếc tàu Na Uy đang chở các tù binh Đồng Minh, làm thiệt mạng 2.571 người trên chiếc Rigel. Những con tàu này rõ ràng là đã bị nhận diện nhầm như những tàu chở binh lính Đức. Đây là một trong những thảm họa hàng hải lớn nhất trong lịch sử.
Implacable đi đến Sydney đúng vào ngày 8 tháng 5 năm 1945, ngày chiến thắng tại Mặt trận châu Âu. Nó gia nhập hải đội tàu sân bay thuộc Hạm đội Thái Bình Dương Anh Quốc nhằm thay thế cho chiếc Illustrious, vốn đến thời hạn phải quay về Anh Quốc để đại tu. Cùng với các kiểu máy bay khác, Implacable hoạt động cùng các kiểu máy bay Fairey Firefly, Supermarine Seafire và Grumman Avenger. Hoạt động đầu tiên của nó trong thành phần Hạm đội Thái Bình Dương là không kích các sân bay Nhật tại Truk trong quần đảo Caroline.
Chiếc tàu sân bay ở lại vùng biển Thái Bình Dương sau khi chiến tranh kết thúc, trở thành soái hạm của Phó Đô đốc Sir Philip Vian khi ông nắm quyền tư lệnh Hạm đội Thái Bình Dương trong một thời gian. Nó quay trở về Anh Quốc kịp lúc để tham gia Diễn binh mừng chiến thắng.
Implacable làm nhiệm vụ huấn luyện cho đến khi ngừng hoạt động vào ngày 1 tháng 9 năm 1954 và được tháo dỡ vào năm 1955.